# Variable ordinale

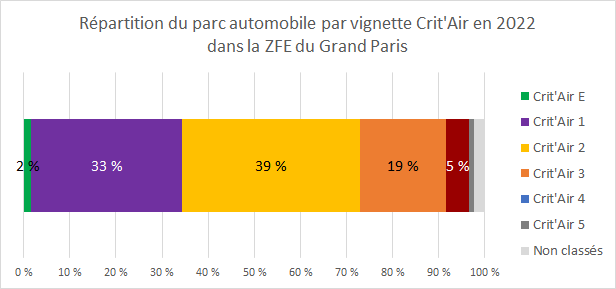
Exemple de représentation d’une variable ordinale : le niveau de certification par vignette Crit'Air.

En statistique, une variable ordinale est une variable catégorielle dont les modalités sont totalement ordonnées, représentant chacune un niveau dans une gradation. Ces niveaux peuvent être codés par des lettres ou des chiffres sans que ceux-ci correspondent forcément à une grandeur numérique quantifiable, par exemple pour un degré de satisfaction, un grade militaire ou un numéro de version d’un logiciel. Cela ne décrit pas des variables nominales pour lesquelles un ordre sur les modalités est complètement arbitraire (comme le genre, l’orientation politique, les couleurs...) ou avec un ordre cyclique (comme les mois de l’année).
L’étude d’une variable ordinale sur une population statistique passe en général par le calcul des effectifs et fréquences relatives pour les différentes modalités, mais aussi des effectifs ou  fréquences cumulées, permettent de mettre en évidence la médiane voire les quartiles observés. Ces résultats peuvent ensuite être visualisés avec un diagramme à barres cumulées, facilitant la comparaison avec d’autres population ou l’étude d’une évolution temporelle.
On peut alors classer les individus par valeurs croissantes ou décroissantes.
Exemples :
- L'appréciation des clients pour un produit, qu'on peut par exemple noter, pour plus de commodité, de -2 (très mauvais) à +2 (excellent), en passant par 0 (indifférent).